# Copa Sul-Brasileira de Basquete
Copa Sul-Brasileira é um torneio de basquete reunindo equipes dos estados do Paraná, Santa Catarina e Rio Grande do Sul. As equipes são divididas em três circuitos, jogados em cada um dos três estados. Aquelas com melhor desempenho se habilitam à disputa de um Quadrangular Final.

## Torneios precursores
Em 1992 foi realizado o primeiro torneio interestadual de baquete entre equipes da Região Sul do Brasil. O 1º Campeonato Sul-Brasileiro de Clubes Campeões foi uma co-organização das Federações Gaúcha, Catarinense e Paranaense de Basquetebol. Foi disputado sobre a forma de um Hexagonal, jogao entre os campeões e vice-campeões dos ampeonatos Estaduais organizaos por cada uma das três fedeações.
| Ano  | Campeão        | Vice-campeão          |
| ---- | -------------- | --------------------- |
| 1992 | ABAJ-Joinville | Ipiranga, de Blumenau |

Entre 2001 e 2003, voltou a ser disputado o Campeonato Sul-Brasileiro, co-organizado pelas três federações de basquete de Paraná, Santa Catarina e Rio Grande do Sul.
| Ano  | Campeão                 | Vice-campeão           |
| ---- | ----------------------- | ---------------------- |
| 2001 | S.E.Bandeirante/Brusque | CE Bom Jesus-Joinville |
| 2002 | S.E.Bandeirante/Brusque | UNIPLAC Lages          |
| 2003 | S.E.Bandeirante/Brusque | Umuarama               |

Até que em 2007 foi organizada a 1ª Copa Sul-Brasileira de Basquete, uma co-organização da Federaçoes Gaúcha, Paranaense e Catarinense, e sob o formato de três circuitos na 1ª fase e um Quadrangular Final.

## Finalistas
| Ano  | Campeão       | Vice Campeão  | 3º e 4º colocados                |
| ---- | ------------- | ------------- | -------------------------------- |
| 2007 | Joinville BA  | Bira-Lajeado  | Caxias do Sul ULB-Londrina       |
| 2008 | Joinville BA  | Bira-Lajeado  | Caxias do Sul Campo Mourão       |
| 2009 | Joinville BA  | ADL-Londrina  | Caxias do Sul Campo Mourão       |
| 2010 | Joinville BA  | Caxias do Sul | Sogipa Videira                   |
| 2011 | Joinville BA  | Maringá       | Bira Lajeado Videira             |
| 2012 | Campo Mourão  | Joinville BA  | Maringá Caxias do Sul            |
| 2013 | Caxias do Sul | APAB Blumenau | Ponta Grossa Sogipa              |
| 2014 | Caxias do Sul | A.D. Brusque  | Basquete Curitiba Sogipa         |
| 2015 | Ponta Grossa  | Caxias do Sul | A.D. Brusque APAB Blumenau       |
| 2016 | Caxias do Sul | Ponta Grossa  | AABJ Joinville APAB Blumenau     |
| 2017 | APAB Blumenau | APVE Londrina | A.D. Brusque Basquete Curitiba   |
| 2018 | APAB Blumenau | A.D. Brusque  | Pato Branco União Corinthians    |
| 2022 | Caxias do Sul | Pato Branco   | União Corinthians Basket Joaçaba |

### Títulos
| Clube         | Títulos | Vices |
| ------------- | ------- | ----- |
| Joinville BA  | 5       | 1     |
| Caxias do Sul | 4       | 2     |
| APAB Blumenau | 2       | 1     |
| Ponta Grossa  | 1       | 1     |
| Campo Mourão  | 1       | 0     |
| Bira          | 0       | 2     |
| A.D. Brusque  | 0       | 2     |
| Londrina/ADL  | 0       | 1     |
| APVE Londrina | 0       | 1     |
| Maringá       | 0       | 1     |
| Pato Branco   | 0       | 1     |

Não estão contabilizados aqui os torneios precursores.

## Participantes
2007
- Paraná: ULB-Londrina e Clube Tittãs
- Santa Catarina: Joinville BA e Brusque
- Rio Grande do Sul: Bira Lajeado e Caxias do Sul

2008
- Paraná: Londrina, ULB Sercomtel e Campo Mourão
- Santa Catarina: Joinville BA, Brusque e APAB Blumenau
- Rio Grande do Sul: Bira Lajeado, Caxias do Sul e Cruzeiro

2009
- Paraná: ADL-Londrina, Maringá e Campo Mourão
- Santa Catarina: Joinville BA, Brusque, Videira e Avaí
- Rio Grande do Sul: Caxias do Sul

2010
- Paraná: Ponta Grossa
- Santa Catarina: Joinville BA e Videira
- Rio Grande do Sul: Caxias do Sul, Pelotas e Sogipa

2011
- Paraná: Maringá e Campo Mourão
- Santa Catarina: Joinville BA e Videira
- Rio Grande do Sul: Caxias do Sul e Bira Lajeado

2012
- Paraná: Maringá e Campo Mourão
- Santa Catarina: Joinville BA
- Rio Grande do Sul: Caxias do Sul

2013
- Paraná: Ponta Grossa e Clube Tittãs
- Santa Catarina: Balneário Camboriú e APAB Blumenau
- Rio Grande do Sul: Caxias do Sul e Sogipa

2014
- Paraná: Basquete Curitiba e Clube Tittãs
- Santa Catarina: Balneário Camboriú e A.D. Brusque
- Rio Grande do Sul: Caxias do Sul e Sogipa

2015
- Paraná: Ponta Grossa e Clube Tittãs
- Santa Catarina: Avaí, APAB Blumenau e A.D. Brusque
- Rio Grande do Sul: Caxias do Sul

2016
- Paraná: Ponta Grossa
- Santa Catarina: AABJ Joinville e APAB Blumenau
- Rio Grande do Sul: Caxias do Sul, Uruguaiana e Guarani de Venâncio Aires

2017
- Paraná: Basquete Curitiba e APVE Londrina
- Santa Catarina: A.D. Brusque e APAB Blumenau

2018
- Paraná: Ponta Grossa, Maringá e Pato Branco
- Santa Catarina: A.D. Brusque e APAB Blumenau
- Rio Grande do Sul: União Corinthians

2022
- Paraná: Pato Branco
- Santa Catarina: Joaçaba
- Rio Grande do Sul: Caxias do Sul e União Corinthians